# Radošovice (České Budějovice-i járás)
Radošovice település Csehországban, a České Budějovice-i járásban. Radošovice Záboří, Chvalovice, Sedlec, Žabovřesky, Břehov és Němčice településekkel határos. Lakosainak száma 198 fő (2024. január 1.).

## Népesség
A település lakosságának változását az alábbi diagram mutatja:
| Lakosok száma | 388  | 397  | 323  | 224  | 186  | 167  | 182  | 180  | 192  | 198  |
|               | 1869 | 1890 | 1921 | 1950 | 1980 | 2001 | 2017 | 2019 | 2022 | 2024 |